# دربندوك
دربندوك (بالكردية: دەربەندۆک)‏ هي قرية في محافظة أربيل في إقليم كردستان العراق. تقع في منطقة شقلاوة، وفي القرية كنيسة مار قرياقوس.

## أصل التسمية
اشتق اسم القرية من كلمة "مكان مغلق" باللغة الكردية.

## التاريخ
تأسست القرية عام 1928 على يد أشوريين من مخيم اللاجئين في بعقوبة في أعقاب مذابح سيفو في الحرب العالمية الأولى، وينتمي معظمهم إلى عشيرة نوشيا من شمدينلي في جبال هكاري في تركيا. وبحلول عام 1938، سكن القرية 108 آشوريين في 15 عائلة. وفي خضم الحرب العراقية الكردية الأولى في عام 1963، هوجمت القرية وقُتل سكانها وطُردوا من قبل الأكراد الموالين للحكومة، الذين أعادوا توطين القرية فيما بعد، كما دمرت كنيسة مار قرياقوس.

## المشاهير
- دنخا الرابع (1935-2015)، كاثوليكوس بطريرك كنيسة المشرق الآشورية
- إيمانويل كامبر (مواليد 1949)، عالم فيزياء آشوري أمريكي